# Useless
«Useless» és el trenta-quatrè senzill del grup Depeche Mode. Fou llançat el 20 d'octubre del 1997 com a quart i últim senzill de l'àlbum Ultra a excepció dels Estats Units, on fou llançat juntament amb «Home» com a doble cara-A perquè fou emesa per equivocació en algunes emissores de ràdio per confusió amb «Home».
Es tracta d'una cançó composta per Martin Gore d'estil rock industrial, semblant a «Barrel of a Gun» però amb un so més pop. Malgrat formar part d'un treball eminentment sintètic, l'element electrònic d'aquesta cançó està totalment relegat, ja que la melodia principal està conduïda per la guitarra. La lletra, aspra, agressiva i contundent, explica els esforços dedicats a una relació que en un determinat moment es tornen inútils, tal com indica el títol.
No hi ha veritables cares-B de "Useless", ja que anava acompanyat per dues versions en directe dels anteriors senzills «Barrel of a Gun» i «It's No Good».
El videoclip fou el darrer dirigit per Anton Corbijn durant gairebé una dècada, malgrat que realitzà altres col·laboracions amb Depeche Mode com portades de senzills o àlbums, projeccions o altres dissenys. La banda va decidir experimentar amb nous directors per realitzar els videoclips posteriors. El videoclip es va incloure en la compilació The Videos 86>98 (1998).
La cançó només fou interpretada en concert durant la gira The Singles Tour que van realitzar per promocionar l'àlbum Ultra.

## Llista de cançons
12": Mute/12Bong28 (Regne Unit)
1. "Useless" (The Kruder ++ Dorfmeister Session™) − 9:10
2. "Useless" (CJ Bolland Funky Sub Mix) − 5:38
3. "Useless" (Air 20 Mix) − 7:56

CD: Mute/CDBong28 (Regne Unit)
1. "Useless" (Remix) − 4:53
2. "Useless" (Escape From Wherever: Parts 1 & 2!) − 7:17
3. "Useless" (Cosmic Blues Mix) − 6:57
4. Inclou el videoclip de "Barrel Of A Gun"

CD: Mute/LCDBong28 (Regne Unit)
1. "Useless" (CJ Bolland Ultrasonar Mix) − 6:03
2. "Useless" (The Kruder ++ Dorfmeister Session™) − 9:10
3. "Useless" (directe) − 5:21
4. Inclou el videoclip de "It's No Good"

CD: Mute/CDBong28X (Regne Unit, 2004) i Reprise CDBONG28/R2-78894D (Estats Units, 2004)
1. "Useless" (Remix) − 4:53
2. "Useless" (Escape From Wherever: Parts 1 & 2!) − 7:17
3. "Useless" (Cosmic Blues Mix) − 6:57
4. "Useless" (CJ Bolland Ultrasonar Mix) − 6:03
5. "Useless" (The Kruder ++ Dorfmeister Session™) − 9:10
6. "Useless" (Air 20 Mix) − 7:56
7. "Useless" (directe) − 5:21
8. Inclou el videoclip de "Barrel Of A Gun"
9. Inclou el videoclip de "It's No Good"

- Totes les cançons estan compostes per Martin Gore.
- La versió en directe es va gravar el 10 d'abril de 1997 a Adrenalive Village de Londres.
- La versió Air 20 Mix de «Useless» fou remesclada per Carl Craig.
- La versió Escape from Wherever: Parts 1 & 2! de «Useless» fou remesclada per Barry Adamson.
- La versió Remix de «Useless» fou remesclada per Alan Moulder.

## «Home» i «Useless»
El 18 novembre de 1997 es va publicar un doble senzill cara-A amb «Home» i «Useless» als Estats Units i el Canadà. La caràtula frontal era la de «Home» i la posterior era la de «Useless» amb les respectives llistes de cançons a cada caràtula. Ambdós senzills havien de ser el tercer i quart senzill respectivament en aquests països, però algunes emissores van començar a emetre «Useless» abans d'anunciar el llançament de «Home» com a tercer senzill, de manera que Reprise Records es va veure obligada a publicar-los conjuntament en un doble senzill.